# خایمه ماتا
خایمه ماتا (انگلیسی: Jaime Mata؛ زادهٔ ۲۴ اکتبر ۱۹۸۸) بازیکن فوتبال اهل اسپانیا است.
وی در حال حاضر برای تیم باشگاه فوتبال ختافه بازی می‌کند. از باشگاه‌هایی که در آن بازی کرده‌است می‌توان به باشگاه فوتبال رئال وایادولید و باشگاه فوتبال ژیرونا اشاره کرد.
وی همچنین در تیم ملی فوتبال اسپانیا بازی کرده‌است.